# VirusTotal
VirusTotal（ウイルストータル）はファイルやウェブサイトのマルウェア検査を行うウェブサイトである。ファイルをVirusTotalにアップロードしたりウェブサイトのURLを指定すれば、そのファイルやウェブサイトが「マルウェアを含むかどうか」検査できる。いわゆるオンラインスキャンを行うだけであり、マルウェアの除去はできない。

## 概要
VirusTotalは70種類以上の のアンチウイルス製品 を使用して検査を行い、どの製品が検出したか一覧表示される。また、他のVirusTotalユーザのコメントや投票を参考にできる。ユーザは、ファイルをVirusTotalの公式サイトにファイルをアップロードしたり、電子メールの添付ファイルとして送信すれば検査できる。ファイルサイズは最大で128MBまで。ウェブサイトの検査をしたい場合はURLを指定する。インターネット経由のため、多数のファイルを検査するのは不向きである。また開発会社の希望により実験的な機能が使われており誤検出が起こりやすいが、各社とも解析依頼を受け付けている。
有償サービスである VirusTotal Enterprise (VirusTotal Premium Services) のサービス群のうちの一つである VirusTotal Intelligence を使用することにより、その使用者は VirusTotalにアップロードされた膨大な量のファイルを入手することができる。VT Graph、Retrohunt、Livehunt、VTDiff、Premium API、VT Insights などの各種有償サービスが含まれるバンドルライセンスとしては、Basic Bundle、Professional Bundle、Professional+ Bundle、Duet Bundle の4つのライセンスがある。これらバンドルライセンスに、Threat Hunter PRO、Private Scanningなどの希望のアドオンや機能を組み合わせることも可能。
VirusTotalは、プレミアムサービスの商用サービスを通じて、資格のある顧客とウイルス対策パートナーに、複雑な基準に基づいた検索を実行して有害なファイルのサンプルを特定してアクセスし、さらに調査するためのツールを提供する。これにより、組織が新しい脅威を発見して分析し、新しい緩和策と防御策を構築することが可能となる。マルウェアの署名は、ウイルス対策会社によって配布されるため、VirusTotalによって頻繁に更新される。これにより、サービスで最新の署名セットが使用されるようになる。
Webサイトのスキャンは、VirusTotalと共有され、社内に保存されているベンダーデータベースにクエリを実行することによって実行される場合もあれば、ウイルス対策会社のソリューションへのAPIクエリによって実行される場合もある。そのため、特定の寄稿者がURLをブロックリストに登録するとすぐに、ユーザー向けの評決に反映される。 VirusTotalは、特定のウイルス対策ソリューションが送信されたファイルを悪意のあるものとして検出したかどうかを通知するだけでなく、各エンジンの検出ラベル（I-Worm.Allaple.genなど）も表示する。同じことがURLスキャナーにも当てはまり、そのほとんどがマルウェアサイト、フィッシングサイト、疑わしいサイトなどを区別する。
VirusTotalの拡張機能として、アンチウイルスソフトウェア開発企業は自社のソフトウェアを改善するために自社のエンジンでは検出されなかったが他のスキャンで検出されたファイルのコピーを受け取ることができる。またユーザーは疑いのあるURLをスキャンしたりVirusTotalのデータセットを検索することができる。
2007年、VirusTotal は PC World誌の最も優れた100の製品に選出された。

## サービス運営会社
2012年9月7日、VirusTotal は Google Inc. により Hispasec Sistemasから買収された。同社はVirusTotalが買収されることについて、サービス継続性の面から好意的に受け止めており、買収完了後も独立した傘下企業として運営され、従来のサービス提供を継続する方針だと発表した。2015年10月2日までに親会社のGoogleはAlphabetへ完全に再編されることになった。2018年1月24日には、Alphabetからクロニクル・セキュリティに移管されることとなり、引き続き同様の経営方針であることが発表されている。そして、2019年6月28日にはクロニクル・セキュリティがGoogle Cloudと統合再編されることに伴い、再びGoogleがサービスを提供する形となっている。

## VTUploader for Microsoft Windows
VTUploaderとはエクスプローラの右クリックメニューに「Send To > Virus Total」をいうメニューを追加することで、URLや現在OS下で動作しているプログラムを手動で検査することができるアプリケーションである。
VirusTotalはスキャンされた各ファイルの名前と様々なハッシュを保存していて、既にスキャンされたファイルはそのファイルを完全にアップロードすることなく、把握している（VirusTotalの規定値）SHA256ハッシュで認証することができる。SHA256クエリのURLはhttps://www.virustotal.com/latest-scan/SHA256という形式になっている。1つのファイルのアップロードにおける上限容量は64MBである。

## VirusTotal for Browsers
複数のブラウザ拡張機能も提供されており、Mozilla FirefoxのVTzilla、Google ChromeのVTchromizer、Internet ExplorerのVTexplorerがある。ファイルをユーザーのPCに保存する前にVirusTotalのウェブアプリケーションで検査したりURLを検査することもできる。

## VirusTotal for Mobile
Androidアプリケーションとしても提供されていて、VirusTotalが過去に検査したインストールアプリケーションを検索しアプリケーションの現況を表示するための公開APIを使用している。検査されたことのないアプリケーションを提出することはできるものの、API鍵の提供や他の制約を公開APIの使用で適用する必要がある（#公開API参照）。

## 公開API
VirusTotalは無料のサービスとして公開APIを提供しており、upload and scan files（ファイルをアップロードしてスキャンする）、submit and scan URLs（URLを入力してスキャンする）、access finished scan reports（終了したスキャンのレポートを閲覧する）、make automatic comments on URLs and samples（URLとサンプルで自動コメントを生成する）といったオンライン機能の一部を自動化できるようになっている。公開APIを通してリクエストにオンラインサインアップで自由に得られる個人のAPI鍵を必須としたり、低優先のスキャンキュー、時間フレームごとのリクエスト数制限といったいくつかの制限を適用させることも可能である。

## 使用製品
以下、VirusTotalに製品、ツール、リソースを組み込んでいるか何かしらの貢献をしている企業や個人の一覧である。

### アンチウイルス製品
- AegisLab (AegisLab)
- Agnitum (Agnitum)
- AhnLab Inc (AhnLab V3)
- Antiy Labs (Antiy-AVL)
- Aladdin (eSafe)
- ALWIL (Avast! Antivirus)
- AVG Technologies (AVG)
- Avira (AntiVir)
- Baidu (Baidu-International)
- BitDefender GmbH (BitDefender)
- Bkav Corporation (Bkav)
- ByteHero Information Security Technology Team (ByteHero)
- Cat Computer Services (Quick Heal)
- CMC InfoSec (CMC Antivirus)
- Commtouch (Command Antivirus)
- ClamAV (ClamAV)
- Comodo (Comodo)
- Doctor Web Ltd (Dr.Web)
- Emsi Software GmbH (Emsisoft)
- Eset Software (ESET NOD32)
- Fortinet (Fortinet)
- FRISK Software (F-Prot)
- F-Secure (F-Secure)
- G DATA Software (GData)
- Hacksoft (The Hacker)
- Hauri (ViRobot)
- Ikarus Software (Ikarus)
- INCA Internet (nProtect)
- Jiangmin
- K7 Computing (K7AntiVirus, K7GW)
- Kaspersky Lab (Kaspersky Anti-Virus)
- Kingsoft (Kingsoft)
- Malwarebytes Corporation (Malwarebytes' Anti-Malware)
- McAfee (VirusScan)
- Microsoft (Malware Protection)
- Microworld (eScan)
- Nano Security (Nano Antivirus)
- Norman (Norman Antivirus)
- Panda Security (Panda Platinum)
- PC Tools (PCTools) (en)
- Qihoo 360 (Qihoo 360)
- Rising Antivirus (Rising)
- Sophos (SAV)
- Sunbelt Software (Sunbelt antivirus)
- SUPERAntiSpyware (SUPERAntiSpyware)
- Symantec AntiVirus
- TotalDefense (TotalDefense)
- Trend Micro (TrendMicro, TrendMicro-HouseCall)
- VirusBlokAda (VBA32)

### ウェブサイト/ドメインスキャンエンジン・データセット
- ADMINUSLabs (ADMINUSLABS)
- AegisLab WebGuard (AegisLab)
- Alexa (Amazon)
- AlienVault (AlienVault)
- Antiy-AVL (Antiy Labs)
- AutoShun (RiskAnalytics)
- Avira Checkurl (Avira)
- Baidu (Baidu-International)
- BitDefender (BitDefender)
- CRDF (CRDF FRANCE)
- C-SIRT (Cyscon SIRT)
- CLEAN MX (CLEAN MX)
- Criminal IP
- Comodo Site Inspector (Comodo Group)
- CyberCrime (Xylitol)
- Dr.Web Link Scanner (Dr.Web)
- Emsisoft (Emsi Software GmbH)
- ESET (ESET)
- FortiGuard Web Filtering (Fortinet)
- G-Data (G Data)
- Google Safebrowsing (Google)
- K7AntiVirus (K7 Computing)
- Kaspersky URL advisor (Kaspersky Lab)
- Malc0de Database (Malc0de)
- Malekal (Malekal's MalwareDB)
- Malwarebytes hpHosts (Malwarebytes)
- Malwared (Malwared.ru)
- Malware Domain Blocklist (DNS-BH - Malware Domain Blocklist)
- Malware Domain List (Malware Domain List)
- MalwarePatrol (MalwarePatrol)
- Malwares.com (Saint Security)
- Netcraft (Netcraft)
- Opera (Opera)
- Palevo Tracker (Abuse.ch)
- ParetoLogic URL Clearing House (ParetoLogic)
- Phishtank (OpenDNS)
- Quttera (Quttera)
- SCUMWARE (Scumware.org)
- SecureBrain (SecureBrain)
- Sophos (Sophos)
- SpyEye Tracker (Abuse.ch)
- StopBadware (StopBadware)
- Sucuri SiteCheck (Sucuri)
- ThreatHive (The Malwarelab)
- Trend Micro Site Safety Center (Trend Micro)
- urlQuery (urlQuery.net)
- VX Vault (VX Vault)
- Websense ThreatSeeker (Websense)
- Webutation (Webutation)
- Wepawet (iseclab.org)
- Yandex Safebrowsing (Yandex)
- ZCloudsec (Zcloudsec)
- ZDB Zeus (ZDB Zeus)
- Zeus Tracker (Abuse.ch)
- Zvelo (Zvelo)